# Katsunari Mizumoto
Katsunari Mizumoto (水本 勝成 Mizumoto Katsunari?), född 19 februari 1990 i Kumamoto prefektur, är en japansk fotbollsspelare.
Mizumoto började sin karriär 2008 i Gainare Tottori. Han spelade 61 ligamatcher för klubben. 2013 flyttade han till FC Kagoshima (Kagoshima United FC).